# Idaea bicincta
Idaea bicincta là một loài bướm đêm trong họ Geometridae.